# Erannis sorditaria
Erannis sorditaria är en fjärilsart som beskrevs av Jacob Hübner 1800-1808. Erannis sorditaria ingår i släktet Erannis och familjen mätare. Inga underarter finns listade i Catalogue of Life.